# Pronerice disjuncta
Pronerice disjuncta är en fjärilsart som beskrevs av Paul Dognin 1892. Pronerice disjuncta ingår i släktet Pronerice och familjen tandspinnare. Inga underarter finns listade i Catalogue of Life.